# Edoardo VIII del Regno Unito
Edoardo VIII del Regno Unito (nato Edward Albert Christian George Andrew Patrick David; Richmond upon Thames, 23 giugno 1894 – Parigi, 28 maggio 1972) è stato re del Regno Unito di Gran Bretagna e Irlanda del Nord, dello Stato libero d'Irlanda e degli altri domini britannici, oltreché imperatore d'India, dal 20 gennaio all'11 dicembre 1936, giorno della sua abdicazione.
Edoardo nacque durante il regno della bisnonna Vittoria, primogenito del duca e della duchessa di York, in seguito Giorgio V e Maria di Teck. Venne nominato principe di Galles per il suo sedicesimo compleanno, nove settimane dopo che suo padre era salito al trono. Da giovane Edoardo prestò servizio nell'esercito britannico durante la prima guerra mondiale e intraprese numerosi viaggi all'estero per conto di suo padre. Mentre era principe di Galles intrattenne una serie di relazioni che preoccuparono suo padre e il primo ministro britannico Stanley Baldwin.
Edoardo divenne re alla morte di suo padre. Come sovrano, mostrò insofferenza per l'etichetta di corte e suscitò preoccupazione tra i politici per il suo apparente disprezzo per le convenzioni costituzionali stabilite. Dopo meno di un anno di regno causò una crisi costituzionale in quanto desiderava sposarsi con Wallis Simpson, una statunitense che aveva divorziato dal suo primo marito e stava per divorziare dal secondo. I primi ministri del Regno Unito e dei domini si opposero al matrimonio, sostenendo che una donna americana e divorziata con due ex mariti ancora in vita fosse politicamente e socialmente inaccettabile come potenziale regina consorte; inoltre un tale matrimonio sarebbe stato in conflitto con lo status di Edoardo come capo della Chiesa d'Inghilterra, che all'epoca disapprovava il risposarsi dopo il divorzio se un ex coniuge fosse stato ancora vivo. Edoardo sapeva che il governo Baldwin si sarebbe dimesso se il matrimonio fosse stato celebrato, il che avrebbe potuto forzare le elezioni generali e avrebbe rovinato il suo status di monarca costituzionale politicamente neutrale. Quando divenne evidente che non poteva sposare Wallis e rimanere sul trono, scelse la prima alternativa ed abdicò. Gli succedette il fratello minore, Giorgio VI. Avendo regnato solo per 326 giorni, Edoardo è fra i monarchi che hanno esercitato le loro funzioni più brevemente nella storia britannica; è inoltre ad oggi l'unico sovrano britannico nella storia ad aver volontariamente abbandonato il trono.
Dopo la sua abdicazione Edoardo venne nominato duca di Windsor. Sposò Wallis in Francia il 3 giugno 1937, dopo che il suo secondo divorzio divenne definitivo. Più tardi quell'anno, la coppia fece un viaggio in Germania. Durante la seconda guerra mondiale Edoardo fu inizialmente di stanza con la Missione militare britannica in Francia, ma dopo accuse private di essere un simpatizzante nazista, venne nominato governatore delle Bahamas. Dopo la guerra Edoardo trascorse il resto della sua vita in Francia. Lui e Wallis rimasero sposati fino alla sua morte nel 1972. Wallis morì 14 anni dopo.

## Biografia

### I primi anni

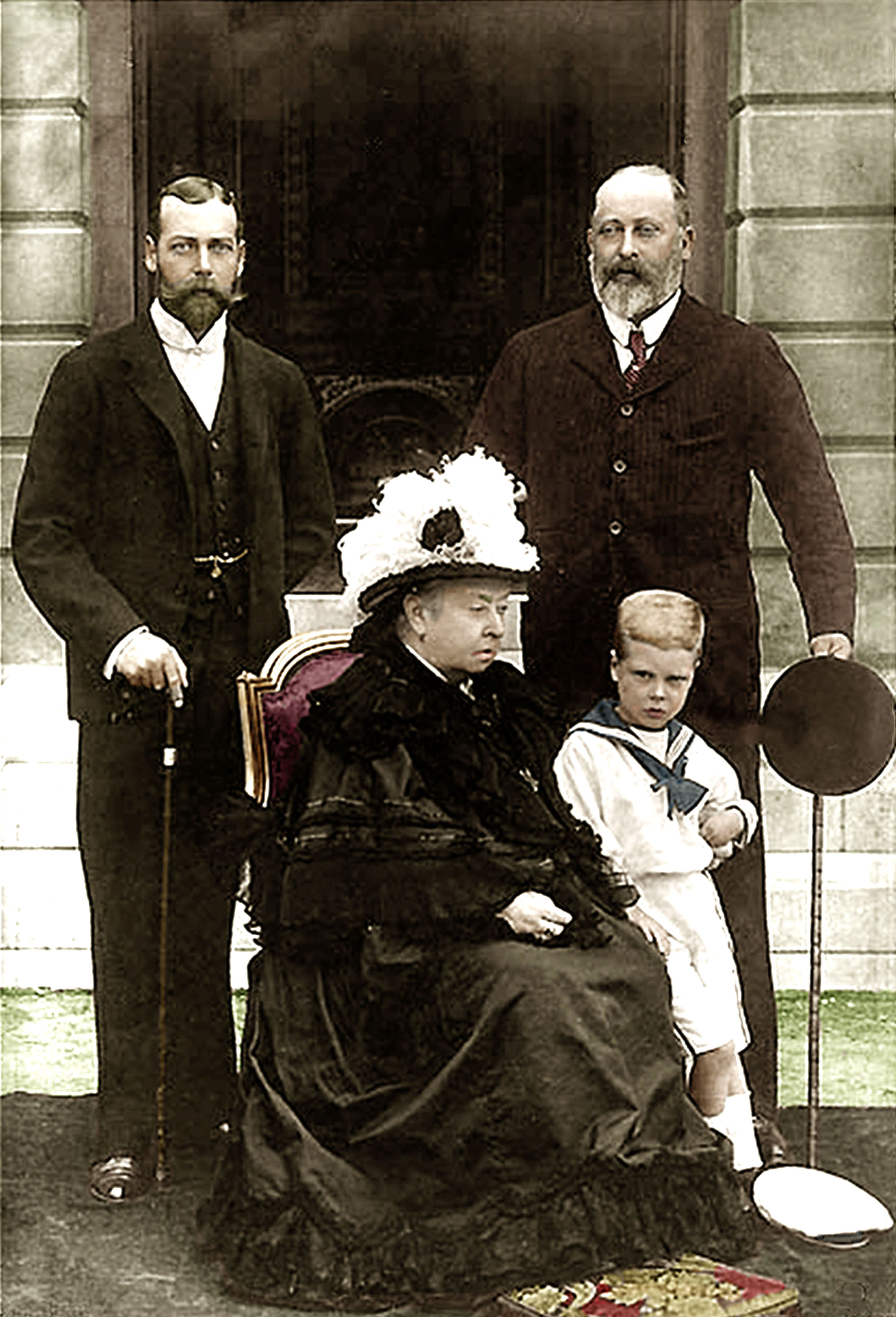
Edoardo VIII con il nonno Edoardo VII (a destra), il padre Giorgio V (a sinistra) e la bisnonna Vittoria nel 1898

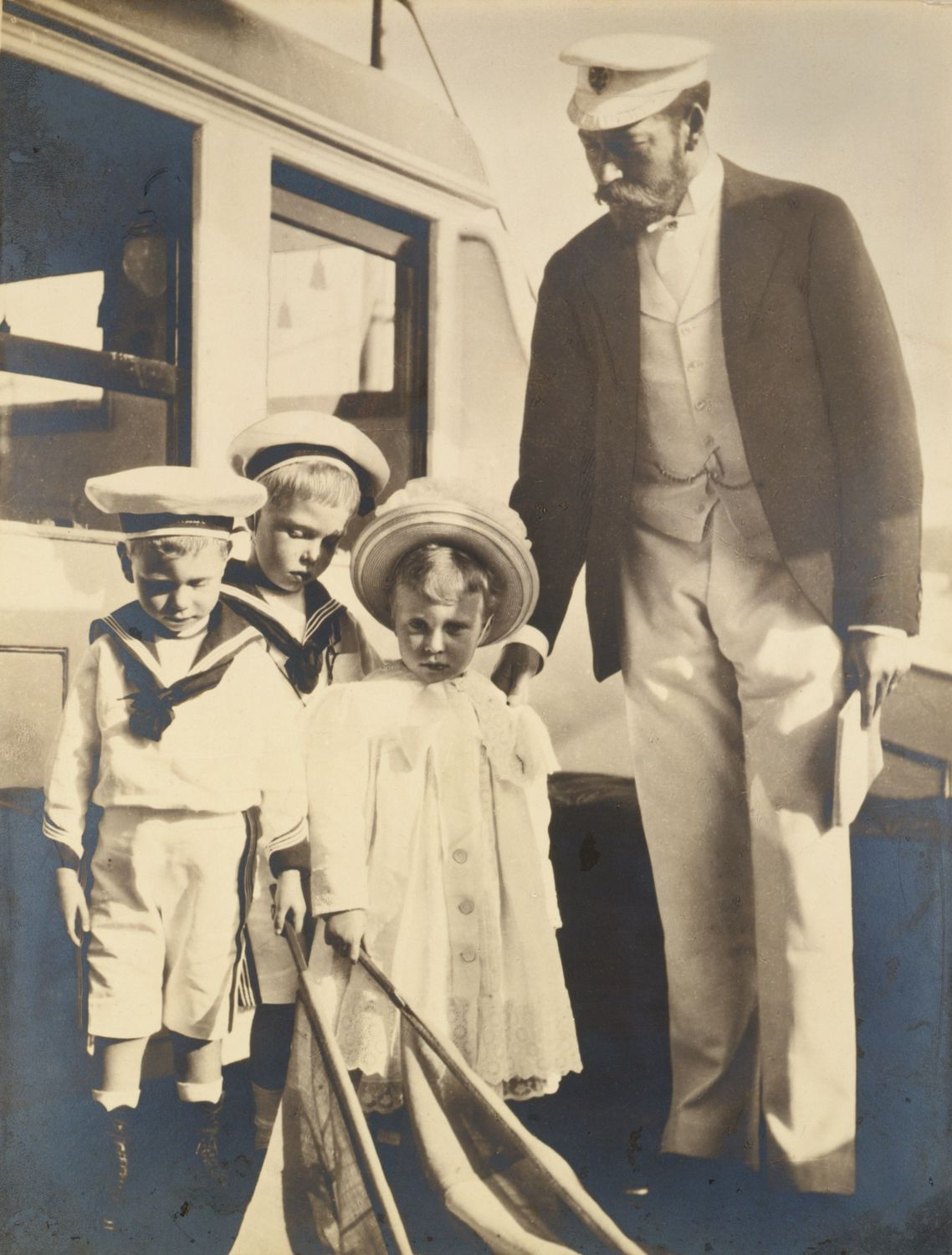
Edoardo (secondo a sinistra) con suo padre George, duca di York, e suo fratello e sua sorella minori (principe Alberto e principessa Mary), fotografati dalla madre di Giorgio, Alessandra, nel 1899

Edoardo era il figlio primogenito di Giorgio V del Regno Unito e di Mary di Teck. Furono suoi nonni paterni il re Edoardo VII del Regno Unito e Alessandra di Danimarca; quelli materni erano Francesco di Teck e Maria Adelaide di Hannover. Era pronipote della regina Vittoria del Regno Unito e di Cristiano IX di Danimarca.

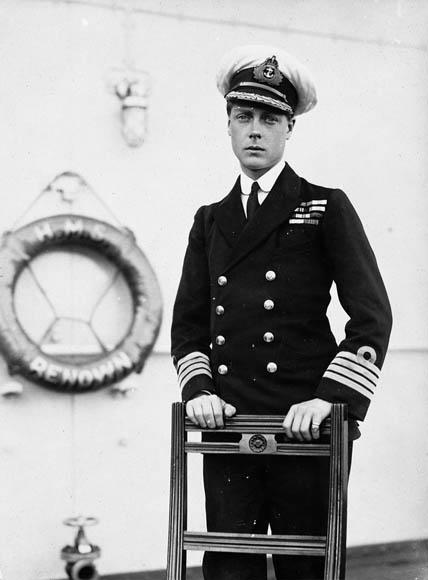
Il principe Edoardo in uniforme della Royal Navy

In un primo tempo visse il tutoraggio a casa attraverso una governante, Helen Bricka. A seguito della morte della regina Vittoria nel 1901, i suoi genitori dovettero viaggiare per l'Impero britannico per almeno nove mesi al fine di svolgere celebrazioni di rappresentanza. Il giovane Edoardo e i suoi parenti rimasero invece in Inghilterra, dove egli venne in gran parte accudito dalla regina Alexandra e dal re Edoardo VII, che si presero cura dei loro nipotini con un affetto inconsueto nell'aristocrazia britannica. Al ritorno dei genitori, Edoardo venne assegnato alle cure di due uomini di rilievo, Frederick Finch e Henry Hansell, che svezzarono completamente Edoardo, impartendogli lezioni che lo aiutarono a crescere forte e deciso.

### Istruzione
Edoardo rimase sotto tutela fino ai tredici anni; nel 1907 fece l'esame per entrare nel Royal Naval College di Osborne cominciando il servizio in marina. I seguenti due anni al college, che egli non apprezzò affatto, furono per Edoardo compensati dal passaggio al Royal Naval College di Dartmouth, dove era stato pianificato per lui un corso formativo di due anni. Edoardo divenne Duca di Cornovaglia e Rothesay quando suo padre ascese al trono con il nome di Giorgio V, il 6 maggio 1910, dopo la morte di Edoardo VII. Edoardo ottenne anche il titolo di Principe del Galles un mese dopo, il 23 giugno, e cominciò a essere preparato per potere un giorno salire al trono. Egli venne perciò prelevato dal corso di marina che stava frequentando e messo a bordo della nave da guerra Hindustan, entrando poi al Magdalen College di Oxford. Lasciò Oxford dopo otto mesi senza credenziali accademiche.

### L'investitura a principe di Galles e la prima guerra mondiale

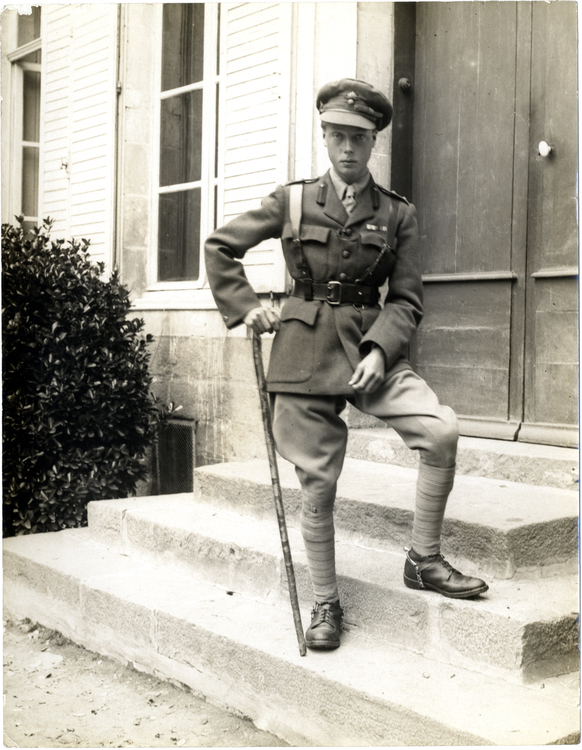
Edoardo durante la prima guerra mondiale

Edoardo venne ufficialmente investito del titolo di principe di Galles in una cerimonia che si tenne al castello di Caernarfon il 13 luglio 1911. Per la prima volta dal 1616 l'investitura ebbe luogo simbolicamente nel Galles, su consiglio del politico gallese David Lloyd George, conestabile del castello e Cancelliere dello Scacchiere del governo liberale britannico. Lloyd George programmò accuratamente la cerimonia in puro stile gallese, spingendo Edoardo a pronunciare anche alcune parole tipiche della lingua locale.

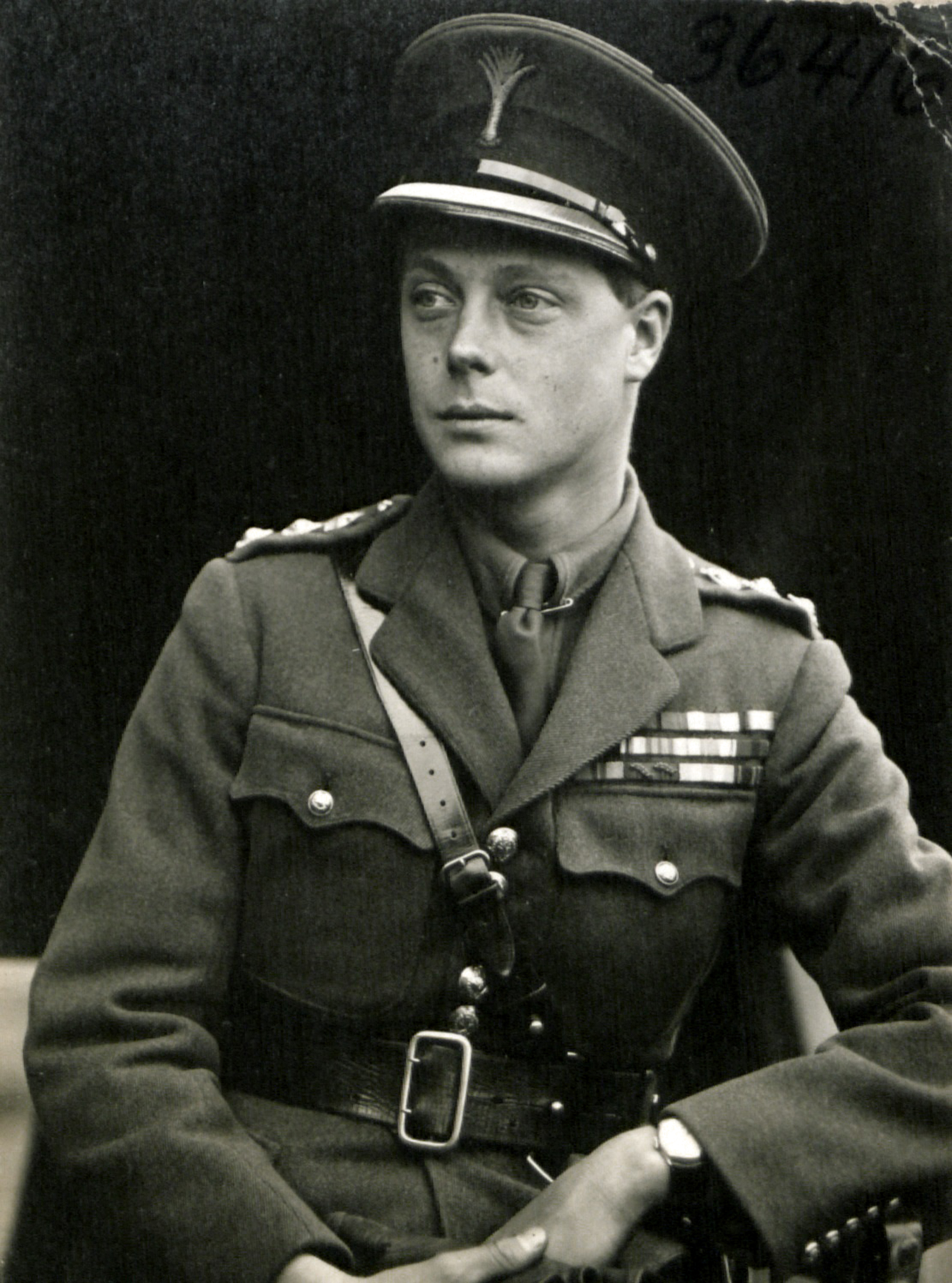
Edoardo nel 1919

Allo scoppio della prima guerra mondiale (1914-1918) Edoardo aveva giusto l'età minima per entrare in servizio attivo nell'esercito. Egli aderì dunque ai Grenadier Guards nel giugno del 1914 ma, sebbene Edoardo desiderasse prestare servizio in prima linea, il segretario di Stato per la guerra, Horatio Herbert Kitchener, si rifiutò di permettergli questa posizione, citando per esempio il grave pericolo cui sarebbe incorso il trono britannico se egli fosse stato catturato o addirittura ucciso.
Malgrado questo Edoardo tentò di visitare il fronte il più spesso possibile, motivo per cui ottenne la Military Cross nel 1916. Il suo ruolo nella guerra, seppure limitato, lo rese molto popolare tra i veterani del conflitto. Edoardo nel 1918 s'interessò anche all'aeronautica, imparando a pilotare gli aerei e conseguendo anche un brevetto di volo.

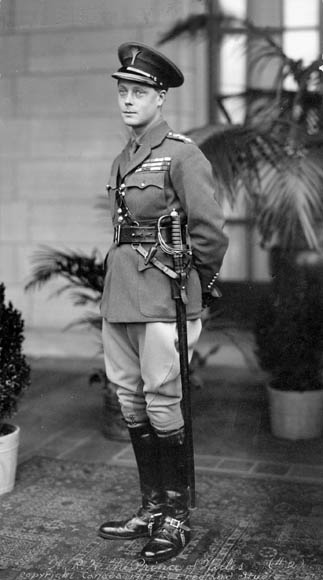
Edoardo in Canada, 1919

Finito il conflitto egli tornò come principe di Galles a ricoprire i suoi incarichi istituzionali in rappresentanza del padre, soprattutto all'estero.

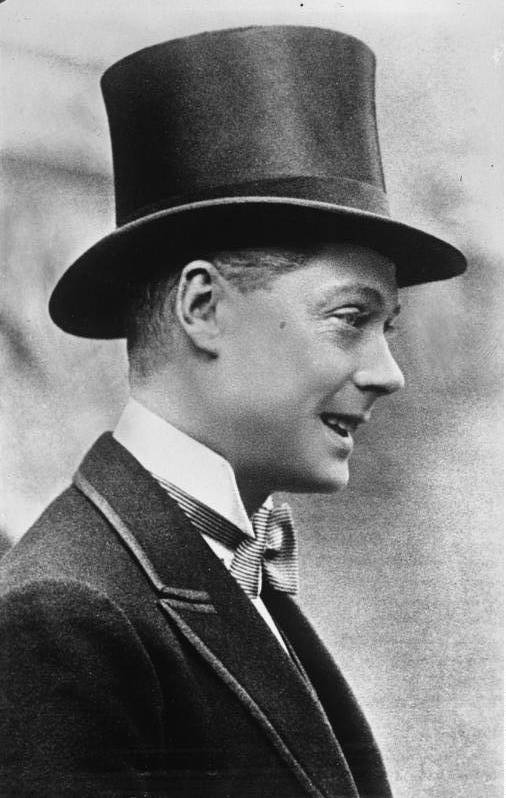
Edoardo nel 1932

Viaggiò molto nel Regno Unito e si dedicò in particolare alla visita delle aree più povere e degradate, compiendo ben 16 viaggi in varie parti dell'Impero britannico dal 1919 al 1935, acquistando anche un ranch a Pekisko, in Canada. Nel 1924 assegnò il Prince of Wales Trophy alla National Hockey League.
Il suo rango, i viaggi compiuti, il bel fisico, unito al fatto che egli era ancora celibe, resero Edoardo un personaggio di spicco della società degli anni venti, ammirato come una star del cinema. La sua moda venne imitata in tutto il mondo e fu una delle celebrità più fotografate del suo tempo.

### L'ascesa al trono e il matrimonio impossibile

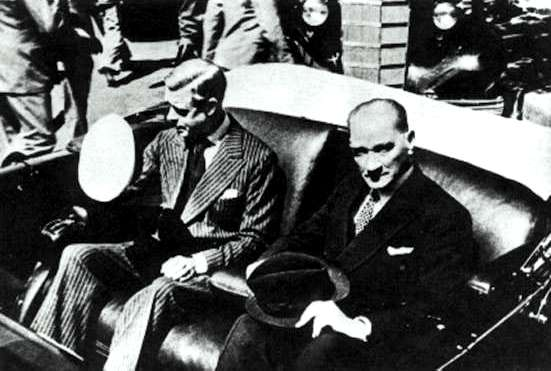
Re Edoardo VIII con il presidente turco Mustafa Kemal Atatürk nel settembre 1936

Nel dopoguerra Edoardo frequentò donne sposate, destando le critiche della società tradizionalista. Una di queste, l'americana Thelma Morgan, gli presentò Wallis Simpson, divorziata e successivamente risposata. Edoardo e Wallis, in occasione di un viaggio di Thelma, diventarono amanti.
Alla morte del padre Giorgio V, avvenuta il 20 gennaio 1936, gli successe e scelse il nome dinastico di Edoardo VIII. Destò scandalo annunciando che, per la cerimonia di incoronazione, sarebbe salito al trono accompagnato da Wallis Simpson, ancora legata da un vincolo matrimoniale: una tale situazione si trovava in conflitto con il fatto che il sovrano del Regno Unito è per diritto capo della Chiesa anglicana, secondo la quale il sacramento religioso del primo matrimonio della Simpson non aveva subito effetto alcuno da parte della sentenza di divorzio. La Simpson era sposata di fronte a Dio con il suo primo marito, e quindi Edoardo ne era l'amante-concubino (e tale sarebbe rimasto anche a seguito del matrimonio civile).

#### La crisi di abdicazione

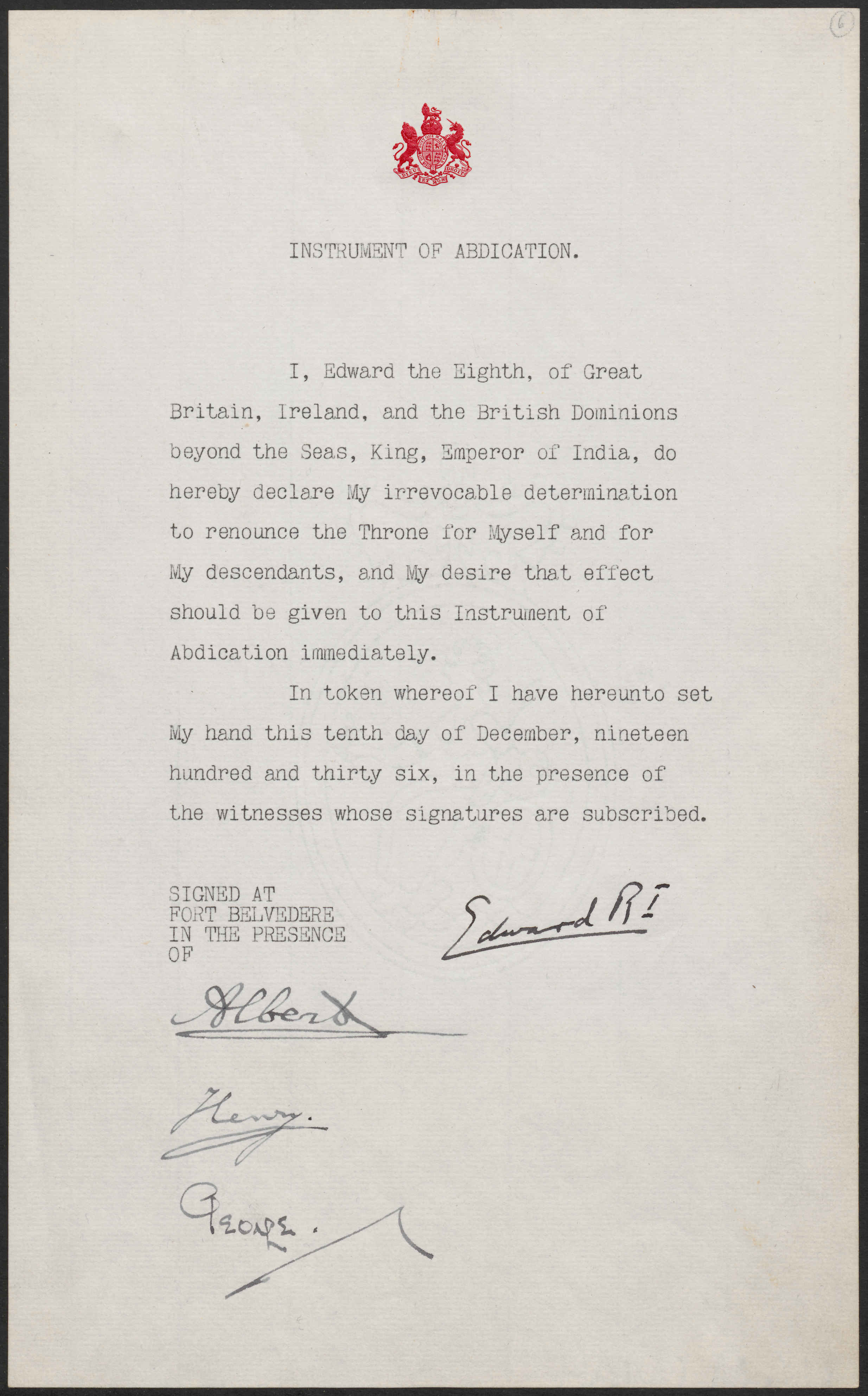
Il documento ufficiale dell'abdicazione di Edoardo VIII

Come monarca britannico Edoardo era il capo nominale della Chiesa anglicana, la quale non permetteva alle persone divorziate di risposarsi se i loro ex coniugi erano ancora vivi; così si diffuse la notizia che Edoardo non avrebbe potuto sposare Wallis Simpson e rimanere sul trono. Wallis Simpson venne giudicata politicamente e socialmente inadatta come consorte a causa dei suoi due matrimoni falliti. L'opinione che si era diffusa tra il pubblico sosteneva che la donna fosse spinta dall'amore per il denaro e dalla posizione sociale piuttosto che dall'amore per il re.
Al matrimonio si opposero i governi del Regno Unito e dei "domini" del Commonwealth britannico, sollevando obiezioni religiose, giuridiche, politiche e morali.
Nonostante l'opposizione, Edoardo VIII dichiarò di volere sposare la Simpson, con o senza l'approvazione dei suoi governi.
Si aprì quindi una crisi istituzionale che, stante la ferma intenzione di Edoardo di sposare Wallis, si concluse l'11 dicembre 1936 con l'abdicazione a favore del fratello minore Alberto, duca di York, che divenne re Giorgio VI del Regno Unito.
Egli rimane l'unico monarca britannico ad avere volontariamente rinunciato al trono.

### Duca di Windsor e simpatie per il nazionalsocialismo
Nominato dal fratello duca di Windsor, il 3 giugno 1937 Edoardo sposò civilmente Wallis Simpson nel castello di Candé a Monts in Francia con una cerimonia privata, senza la presenza di alcun membro della famiglia reale britannica. Rimasero sposati fino alla morte del duca di Windsor, avvenuta 35 anni dopo.
Dopo il matrimonio, i rapporti tra i duchi di Windsor e la famiglia reale si sono sempre mantenuti freddi.

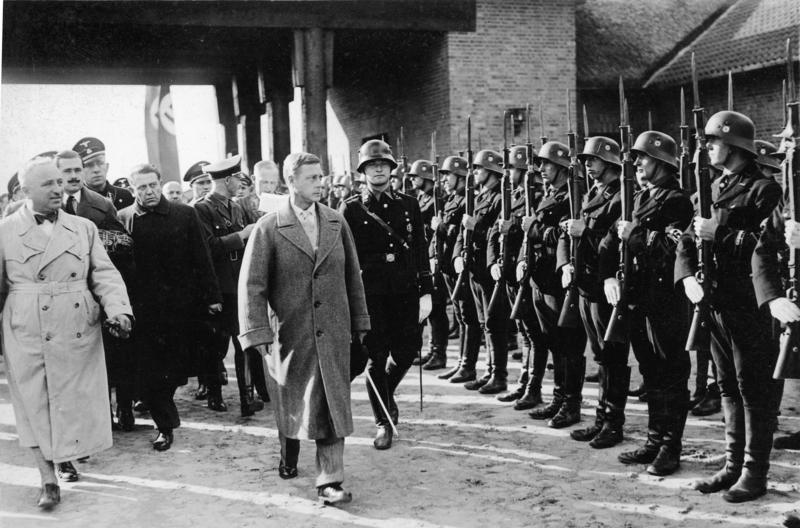
Il Duca di Windsor a una parata militare d'onore delle SS durante il suo viaggio in Germania nel 1937

Nell'ottobre 1937, nonostante il parere contrario del governo britannico, i duchi si recarono in visita in Germania, ospiti di Adolf Hitler, per poi rientrare in Francia. Il duca e la duchessa furono ricevuti al rifugio alpino di Hitler a Berchtesgaden, nelle Alpi Bavaresi.
Allo scoppio della seconda guerra mondiale, nel settembre del 1939, il duca e la duchessa furono riportati in Gran Bretagna da Louis Mountbatten a bordo della HMS Kelly ed Edoardo fu nominato maggiore generale e assegnato alla missione militare britannica in Francia. Nel febbraio 1940 l'ambasciatore tedesco a L'Aia, il conte Julius von Zech-Burkersroda, affermò che il duca aveva fatto trapelare i piani di guerra alleati per la difesa del Belgio, cosa che il duca in seguito negò.
Nel maggio 1940, dopo l'invasione tedesca del paese transalpino, la coppia si trasferì a Biarritz, poi, a giugno, fuggì in Spagna per poi giungere a Lisbona nel mese di luglio. Qui vissero nella casa di un banchiere vicino all'ambasciata tedesca e progettarono una crociera su uno yacht di Axel Wenner-Gren, uno svedese amico di Hermann Göring.
Il primo ministro britannico Churchill minacciò il duca di deferirlo a una corte marziale se non fosse tornato sul suolo britannico.

### La seconda guerra mondiale e le Bahamas
Nell'agosto 1940, il governo britannico nominò Edoardo governatore delle Bahamas, allontanandolo dall'Europa fino alla fine del conflitto, nel 1945. Il duca di Windsor aveva subito capito che questo non era altro che un modo per allontanarlo dalla politica e dai suoi contatti con la Germania. Egli giudicava il suo nuovo incarico umiliante, ritenendo le Bahamas «una colonia britannica di terza classe». A ogni modo il duca s'interessò ai problemi di povertà delle isole, cercando di risolverli. Lord Caldecote scrisse a Winston Churchill, poco dopo la partenza della coppia ducale per le Bahamas, che «il duca è ben conosciuto per essere un sostenitore del nazismo e può divenire un centro di intrighi».
Nel 1941 il primo ministro Winston Churchill protestò ferocemente quando scoprì che i duchi di Windsor erano saliti a bordo dello yacht del magnate svedese Axel Wenner-Gren, un uomo dichiaratamente filo-tedesco, e quando il duca, in un'intervista, suggerì di siglare la pace con la Germania. La stampa e la popolazione inglese non si fidavano della coppia. Sir Alexander Hardinge scrisse che, secondo lui, i sentimenti anti inglesi erano dovuti al rancore per il rifiuto di accettarli come sovrani.
Gli Alleati divennero sospettosi nei confronti del duca a tal punto che il presidente statunitense Franklin Delano Roosevelt ordinò una sorveglianza segreta per il duca e la duchessa durante una loro visita a Palm Beach, in Florida, nell'aprile del 1941.
Il duca Carlo Alessandro di Württemberg (poi monaco in un monastero degli Stati Uniti) aveva convinto l'FBI che la duchessa fosse stata amante dell'allora ambasciatore tedesco a Londra, Joachim von Ribbentrop, e fosse poi rimasta in contatto con lui mantenendo sempre il più stretto riserbo.
Alcuni autori hanno anche avanzato l'ipotesi che Anthony Blunt, un agente dell'MI5, per ordine della famiglia reale britannica avesse svolto un viaggio al castello di Friedrichshof, in Germania, sul finire della guerra, per riprendere possesso di alcune lettere compromettenti inviate dal duca di Windsor ad Adolf Hitler e ad altri capi del nazismo. Quel che è certo è che re Giorgio VI inviò il bibliotecario reale, Owen Morshead, accompagnato da Blunt, a lavorare part-time nella libreria reale per conto dell'intelligence britannica, per poi spostarlo a Friedrichshof nel marzo del 1945 per mettere al sicuro alcuni documenti relativi a Vittoria di Sassonia-Coburgo-Gotha, figlia della regina Vittoria d'Inghilterra. Parte dell'archivio del castello venne trafugato e solo alcuni documenti vennero recuperati anni dopo a Chicago, dopo la fine della guerra.
Dopo la guerra il duca ammise nelle sue memorie di avere avuto dell'ammirazione per i tedeschi, ma negò ogni coinvolgimento a favore del nazismo: «Il Führer mi è rimasto impresso come una figura ridicola, con una postura teatrale e le sue pretese esplosive».

### Il dopoguerra
Nel marzo 1945 ebbe fine il suo mandato come governatore delle Bahamas.
La coppia tornò in Francia al termine del secondo conflitto mondiale e trascorse il resto della propria vita lontano da occhi indiscreti, dal momento che il duca non occupò mai alcun altro ruolo ufficiale, ma non rinunciarono alla vita sociale. Il comune di Parigi provvide una casa al numero 4 di rue du Champ d'Entraînement, sul lato di Neuilly-sur-Seine presso il Bois de Boulogne. Il governo francese lo esentò dal pagamento delle tasse, e la coppia fu addirittura in grado di acquistare beni provenienti direttamente dal Regno Unito attraverso un commissario militare apposito, posto presso l'ambasciata britannica in Francia. Nel 1951 il duca pubblicò le proprie memorie, dal titolo A King's Story, nelle quali non mancò di esprimere il proprio disappunto per la politica del paese d'origine. Nove anni più tardi pubblicò una nuova opera, A Family Album, incentrata sui costumi della famiglia reale che aveva visto cambiare durante la sua vita, dai tempi della regina Vittoria sino al proprio stile personale.
Il duca e la duchessa ripresero così il loro ruolo di celebrità internazionali nella società dei caffè parigini degli anni cinquanta e sessanta del Novecento. La coppia organizzava ricevimenti e feste nelle loro case di Parigi e New York, incontrando personalità e artisti del tempo.
Con la famiglia reale britannica Edoardo ebbe solo contatti sporadici, fatta eccezione che con il fratello Giorgio, al cui funerale nel 1952 a Londra egli partecipò personalmente.
Nel giugno del 1953 i duchi di Windsor non presenziarono alla cerimonia d'incoronazione della regina Elisabetta II a Londra e preferirono guardare la cerimonia in televisione da Parigi, dichiarando che era sconveniente per un ex sovrano partecipare all'incoronazione di un altro sovrano dello stesso paese. Il duca fu comunque opinionista su questo fatto per il Sunday Express e per il Women's Home Companion, cogliendo l'occasione per scrivere anche un nuovo libro, The Crown and the People, 1902-1953.
Nel 1955 la coppia si recò in visita al presidente statunitense Dwight Eisenhower, venendo ospitata alla Casa Bianca. La coppia apparve poi per un'intervista nello show televisivo di Edward R. Murrow Person to Person nel 1956, e nuovamente nel 1970 per un'intervista di 50 minuti. Quell'anno la coppia venne invitata come ospite d'onore per una festa alla Casa Bianca dal presidente Richard Nixon.

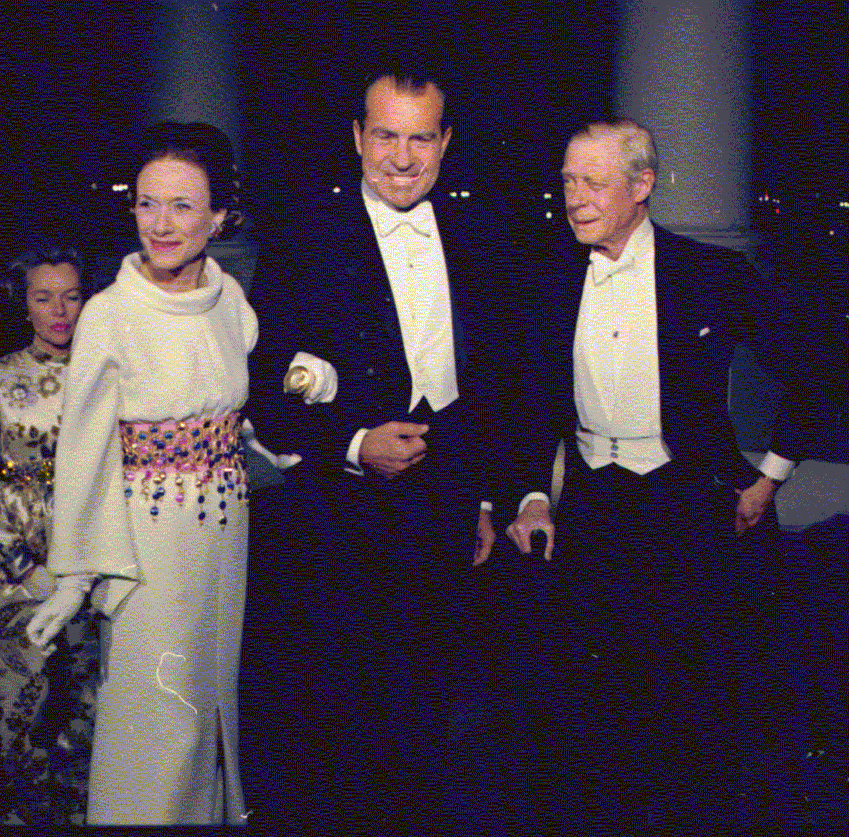
Una delle ultime uscite ufficiali di Edoardo, duca di Windsor (a destra), al fianco del presidente degli Stati Uniti Richard Nixon (al centro) e alla moglie Wallis Simpson (a sinistra), nel 1970

Nel 1965 il duca e la duchessa fecero ritorno a Londra, dove si recarono in visita alla regina Elisabetta II, alla Principessa Marina, duchessa di Kent e alla Principessa Reale Mary, Contessa Madre di Harewood, partecipando solo una settimana dopo al funerale di quest'ultima. Nel 1967 la coppia si unì alla famiglia per festeggiare il centenario della nascita della regina Mary. L'ultima cerimonia reale cui il duca prese parte fu il funerale della principessa Marina, nel 1968. Egli rifiutò l'invito della regina Elisabetta a partecipare nel 1969 alla cerimonia d'investitura di Carlo a principe del Galles.

### Gli ultimi anni
Intanto la salute del duca andava deteriorandosi. Nel dicembre del 1964 venne operato da Michael DeBakey a Houston per un aneurisma dell'aorta addominale e nel febbraio del 1965 a Londra da Sir Stewart Duke-Elder per un distacco della retina dell'occhio sinistro.
In quella occasione la sorella, la principessa Mary, andò in visita al fratello Edoardo nella clinica londinese dove si stava riprendendo dopo l'operazione. Mary incontrò anche la duchessa di Windsor e questa fu una delle pochissime visite che Wallis ricevette dai parenti più stretti del consorte. Pochi giorni dopo anche la regina Elisabetta II si recò in visita allo zio e accettò la presenza della duchessa, che s'inchinò di fronte alla sovrana: fu questa la prima volta che un monarca britannico incontrò ufficialmente la moglie di Edoardo.
Alla fine del 1971 al duca venne diagnosticato un cancro alla gola e venne sottoposto a trattamenti di cobaltoterapia.
La regina Elisabetta visitò la coppia il 18 maggio 1972 durante una sua visita ufficiale in Francia.
Dieci giorni dopo, il 28 maggio, il duca morì nella sua casa di Parigi all'età di 77 anni. Il suo corpo tornò nel Regno Unito, dove venne deposto nel Royal Burial Ground a Windsor nella contea inglese del Berkshire. I funerali vennero tenuti nella cappella di San Giorgio il 5 giugno di quell'anno alla presenza della regina e di tutta la famiglia reale, oltre che della duchessa di Windsor, per poi venire sepolto nella Royal Burial Ground, dietro il mausoleo reale della regina Vittoria e del principe Alberto presso Frogmore. La duchessa di Windsor risiedette a Buckingham Palace durante il periodo delle cerimonie funebri.
Wallis Simpson, sofferente di demenza senile, morì 14 anni più tardi e venne sepolta accanto al marito.

## Massoneria
Fu iniziato in massoneria il 2 maggio 1919 nella Loggia Household Brigade n. 2614, una delle logge della Gran Loggia unita d'Inghilterra di cui il Gran maestro è sempre Maestro venerabile. Nel 1920 fu nominato Primo sorvegliante e nel 1922 Deputy Master. Il 25 ottobre 1922 fu installato come Primo gran sorvegliante della Gran Loggia unita d'Inghilterra, il 22 luglio 1924 fu nominato Gran maestro provinciale per il Surrey e nel 1936 divenne Gran maestro della Gran Loggia unita d'Inghilterra. Ebbe il 33º e ultimo grado del rito scozzese antico ed accettato.

## Stile
È ricordato ancora oggi per il suo stile personale e curato nei minimi dettagli, eccentrico ma sempre rispettoso e adeguato ai compiti che doveva assolvere e agli ambienti frequentati.
È noto il suo sperimentalismo in campo sartoriale in quanto, oltre a riproporre grandi classici dell'eleganza d'oltremanica, come i pesanti tweed campagnoli e i sofisticati principi di Galles (tessuto inventato da suo nonno, Edoardo VII), inventò lo smoking di colore blu notte (midnight blue), dato che alla luce appariva più scuro dell'usuale nero, con i baveri sciallati (shawl collar) che richiamavano le soffici giacche da fumo in velluto tanto usate da un cultore del fumo lento come lui.
Gli è anche attribuita la paternità della camicia da smoking con collo rovesciabile, polsini doppi con gemelli e sparato a piegoline in alternativa alla classica camicia bianca da frac. Anche il nodo Windsor per la cravatta porta questo nome in suo onore.

## Nella cultura di massa
- Nel film Il discorso del re (2010) è interpretato da Guy Pearce.
- Nel film W.E. - Edward e Wallis (2011) è interpretato da James D'Arcy.

## Ascendenza
|                              |                           |                                   | Genitori                                                       |  |  | Nonni |  |  | Bisnonni                          |  |  | Trisnonni                           |  |
|                              |                           |                                   |                                                                |  |  |       |  |  | Alberto di Sassonia-Coburgo-Gotha |  |  | Ernesto I di Sassonia-Coburgo-Gotha |  |
|                              |                           |                                   |                                                                |  |  |       |  |  | Alberto di Sassonia-Coburgo-Gotha |  |  | Ernesto I di Sassonia-Coburgo-Gotha |  |
|                              |                           | Luisa di Sassonia-Gotha-Altenburg |                                                                |  |  |       |  |  | Alberto di Sassonia-Coburgo-Gotha |  |  |                                     |  |
| Edoardo VII del Regno Unito  |                           |                                   |                                                                |  |  |       |  |  | Alberto di Sassonia-Coburgo-Gotha |  |  |                                     |  |
|                              |                           | Vittoria del Regno Unito          | Edoardo Augusto, duca di Kent e Strathearn                     |  |  |       |  |  |                                   |  |  |                                     |  |
|                              |                           | Vittoria del Regno Unito          | Edoardo Augusto, duca di Kent e Strathearn                     |  |  |       |  |  |                                   |  |  |                                     |  |
|                              |                           | Vittoria del Regno Unito          | Vittoria di Sassonia-Coburgo-Saalfeld                          |  |  |       |  |  |                                   |  |  |                                     |  |
| Giorgio V del Regno Unito    |                           | Vittoria del Regno Unito          |                                                                |  |  |       |  |  |                                   |  |  |                                     |  |
|                              |                           | Cristiano IX di Danimarca         | Federico Guglielmo di Schleswig-Holstein-Sonderburg-Glücksburg |  |  |       |  |  |                                   |  |  |                                     |  |
|                              |                           | Cristiano IX di Danimarca         | Federico Guglielmo di Schleswig-Holstein-Sonderburg-Glücksburg |  |  |       |  |  |                                   |  |  |                                     |  |
|                              |                           | Cristiano IX di Danimarca         | Luisa Carolina d'Assia-Kassel                                  |  |  |       |  |  |                                   |  |  |                                     |  |
| Alessandra di Danimarca      |                           | Cristiano IX di Danimarca         |                                                                |  |  |       |  |  |                                   |  |  |                                     |  |
|                              |                           | Luisa d'Assia-Kassel              | Guglielmo d'Assia-Kassel                                       |  |  |       |  |  |                                   |  |  |                                     |  |
|                              |                           | Luisa d'Assia-Kassel              | Guglielmo d'Assia-Kassel                                       |  |  |       |  |  |                                   |  |  |                                     |  |
|                              |                           | Luisa d'Assia-Kassel              | Luisa Carlotta di Danimarca                                    |  |  |       |  |  |                                   |  |  |                                     |  |
| Edoardo VIII del Regno Unito |                           | Luisa d'Assia-Kassel              |                                                                |  |  |       |  |  |                                   |  |  |                                     |  |
|                              | Alessandro di Württemberg | Ludovico di Württemberg           |                                                                |  |  |       |  |  |                                   |  |  |                                     |  |
|                              | Alessandro di Württemberg | Ludovico di Württemberg           |                                                                |  |  |       |  |  |                                   |  |  |                                     |  |
|                              | Alessandro di Württemberg | Enrichetta di Nassau-Weilburg     |                                                                |  |  |       |  |  |                                   |  |  |                                     |  |
| Francesco di Teck            | Alessandro di Württemberg |                                   |                                                                |  |  |       |  |  |                                   |  |  |                                     |  |
|                              |                           | Claudine Rhédey von Kis-Rhéde     | László Rhédey von Kis-Rhéde                                    |  |  |       |  |  |                                   |  |  |                                     |  |
|                              |                           | Claudine Rhédey von Kis-Rhéde     | László Rhédey von Kis-Rhéde                                    |  |  |       |  |  |                                   |  |  |                                     |  |
|                              |                           | Claudine Rhédey von Kis-Rhéde     | Ágnes Inczédy von Nagy-Várad                                   |  |  |       |  |  |                                   |  |  |                                     |  |
| Maria di Teck                |                           | Claudine Rhédey von Kis-Rhéde     |                                                                |  |  |       |  |  |                                   |  |  |                                     |  |
|                              |                           | Adolfo di Hannover                | Giorgio III del Regno Unito                                    |  |  |       |  |  |                                   |  |  |                                     |  |
|                              |                           | Adolfo di Hannover                | Giorgio III del Regno Unito                                    |  |  |       |  |  |                                   |  |  |                                     |  |
|                              |                           | Adolfo di Hannover                | Carlotta di Meclemburgo-Strelitz                               |  |  |       |  |  |                                   |  |  |                                     |  |
| Maria Adelaide di Hannover   |                           | Adolfo di Hannover                |                                                                |  |  |       |  |  |                                   |  |  |                                     |  |
|                              |                           | Augusta d'Assia-Kassel            | Federico d'Assia-Kassel                                        |  |  |       |  |  |                                   |  |  |                                     |  |
|                              |                           | Augusta d'Assia-Kassel            | Federico d'Assia-Kassel                                        |  |  |       |  |  |                                   |  |  |                                     |  |
|                              |                           | Augusta d'Assia-Kassel            | Carolina di Nassau-Usingen                                     |  |  |       |  |  |                                   |  |  |                                     |  |
|                              |                           | Augusta d'Assia-Kassel            |                                                                |  |  |       |  |  |                                   |  |  |                                     |  |

## Onorificenze

Lo stemma di Edoardo, principe di Galles (1910-1936)
Lo stemma del principe Edoardo, duca di Windsor (1937-1972)
Il monogramma personale di re Edoardo VIII
Il monogramma personale di re Edoardo VIII, Imperatore d'India
Il monogramma personale di Edoardo e Wallis, duchi di Windsor

### Onorificenze britanniche[33]
Edoardo VIII regnò dal 20 gennaio all'11 dicembre 1936, divenendo Sovrano degli Ordine dinastici. Dopo l'abdicazione, Edoardo fu reintegrato dal successore, il fratello re Giorgio VI, nelle onorificenze già in suo possesso prima dell'ascesa al trono.

### Titoli e gradi militari inglesi
- Cadetto, 22 giugno 1911,
- Tenente di vascello, 17 marzo 1913
- Tenente del 1º battaglione dei Grenadier Guards, 18 novembre 1914
- Capitano, 10 marzo 1916
- Maggiore, 1918
- Colonnello, 15 aprile 1919
- Capitano, 8 luglio 1919
- Colonnello (Group Captain) della RAF, 5 dicembre 1922
- Viceammiraglio, 1º settembre 1930
- Tenente generale, 1º settembre 1930
- Maresciallo dell'aria, 1º settembre 1930
- Ammiraglio, 1º gennaio 1935
- Generale, 1º gennaio 1935
- Air chief marshal, 1º gennaio 1935
- Ammiraglio della flotta, 21 gennaio 1936
- Maresciallo di campo, 21 gennaio 1936
- Marshal of the Royal Air Force, 21 gennaio 1936
- Maggiore generale, 3 settembre 1939